# Hookah (singolo)
Hookah è un singolo del rapper statunitense Tyga, pubblicato il 17 marzo 2014 su etichetta Young Money, Cash Money Records e Republic Records.
Il singolo vede la partecipazione del rapper statunitense Young Thug.

## Video musicale
Il videoclip del singolo è stato girato il 21 aprile 2014 e diretto da Alex Nazari e Tyga. È stato pubblicato il 6 giugno 2014 sul canale YouTube di Tyga.

## Tracce
Testi di Michael Ray Nguyen-Stevenson, Jeffrey Williams, Jess Jackson, musiche di London on da Track.
1. Hookah – 3:27

## Classifiche
| Classifica (2014) | Posizione massima |
| ----------------- | ----------------- |
| Belgio (Fiandre)  | 32                |
| Francia           | 188               |
| Germania          | 10                |
| Stati Uniti       | 85                |

## Remix
Il 18 maggio 2014 il rapper statunitense K Camp ha realizzato un remix del brano, intitolato Pass the Reefa (Hookah Remix).